# 神宮東公園
神宮東公園（じんぐうひがしこうえん）は愛知県名古屋市熱田区にある都市公園。

## 概要
1985年（昭和60年）に開園した公園で、日本車輌製造や東洋プライウッドの工場跡地に造られた。
公園東側には同時期に住宅・都市整備公団（現・都市再生機構）によって建設された賃貸住宅が立ち並び、公園と半ば一体化したつくりになっている。また、公園敷地は東西100〜150メートル・南北約600メートルと細長く、名古屋市道豆田町線によって南北に分断されているが、人道橋の「三本松橋」によっても結ばれている。南園には噴水や広場のほか子供向けの各種遊具が、北園には芝生広場や水路、池、菖蒲園などが整備され、テニスコートも設置。また、名古屋市体育館や市営熱田プールも北園の一角に置かれている。

## 沿革
- 1968年（昭和43年）7月13日 - 名古屋財界が中心となって熱田神宮外苑土地開発株式会社が設立され、当地の約33万平方メートルにおいてUHF時代を見据えた日本一高いテレビ塔や、野球場・サッカー場をはじめとするスポーツ施設を整備する構想が打ち出された[1]。同社は中京テレビ放送社長が社長となり、松坂屋会長・中日新聞社社主・トヨタ自動車販売社長・中部電力社長が取締役に就任した[1]。
- 1969年（昭和44年）6月 - 名古屋市体育館設置[2]。
- 1970年（昭和45年）6月 - 熱田プール設置[2]。
- 1975年（昭和50年）5月 - 熱田神宮外苑土地開発株式会社が解散[2]。
- 1979年（昭和54年）12月21日 - 都市計画決定[2]。
- 1985年（昭和60年）4月1日 - 公園設置[2]。
- 1991年（平成3年）4月1日 - 六野公園を廃止し、同地を編入する[2]。

## アクセス

### 鉄道
- 名鉄名古屋本線 - 神宮前駅から徒歩で約4分（南園）。
- JR東海道本線 - 熱田駅から徒歩で約10分。
- 名古屋市営地下鉄名城線 - 熱田神宮西駅から徒歩で約15分。

### 路線バス
名古屋市営バス
- 金山駅から
  - 金山15号系統 -「熱田プール」バス停下車。
  - 熱田巡回系統 -「神宮東公園」バス停下車。

- 名鉄神宮前から
  - 神宮11号系統・ 名駅18号系統 -「神宮東公園」バス停下車。
    - 1区間だけなので無理に利用しなくてもよい。名古屋市営地下鉄桜通線の瑞穂運動場西駅や名古屋市営地下鉄名城線・桜通線の新瑞橋駅からも利用可能（名鉄神宮前行き）。

- 名古屋駅から
  - 名駅18号系統 -「神宮東公園」バス停下車。
    - JR中央本線・名古屋市営地下鉄鶴舞線の鶴舞駅からも利用可能。